# Хайссерер, Эрик
Эрик Эндрю Хайссерер (англ. Eric Andrew Heisserer; род. 1970) — американский сценарист.

## Карьера
Профессиональная карьера Хайссерера началась с продажи сценария «The Dionaea House» студии Warner Bros. в 2005 году, в основу которого лёг одноимённый онлайн-эпистолярный рассказ, который он написал в октябре 2004 года. Он затем разработал телевизионный пилот для Paramount Pictures и CBS, а также является автором проектов для Jerry Bruckheimer Films и Warner Bros.
В декабре 2008 года Хайссерера наняли, чтобы переосмыслить и переписать сценарий для перезапуска франшизы «Кошмар на улице Вязов» производства Platinum Dunes. Ранний набросок сценария был написан Уэсли Стриком. На место режиссёра назначили Сэмюэла Бейера, главную роль в фильме получил Джеки Эрл Хейли, а съёмки фильма начались в мае 2009 года.
Хайссерер переписал сценарий к приквелу ремейка 1982 года «Нечто» режиссёра Джона Карпентера. В апреле 2010 года Хайссерера назначили написать сценарий к «Пункту назначения 5», пятому фильму одноимённой франшизы ужасов.
Режиссёрским дебютом Хайссерера стал фильм «Считанные часы» с Полом Уокером в главной роли.

## Личная жизнь
Хайссерер родился в семье Маргарет Л., старшего редактора издательской компании, и Эндрю Дж. Хайссерера, профессора древней истории из Нормана, Оклахома. С 2010 года Хайссерер женат на телевизионном продюсере/сценаристе Кристин Бойлан. Его предыдущий брак закончился разводом.

## Фильмография
| Год  | Название              | Ориг. название            | Режиссёр | Сценарист            | Продюсер |
| ---- | --------------------- | ------------------------- | -------- | -------------------- | -------- |
| 2010 | Кошмар на улице Вязов | A Nightmare on Elm Street | Нет      | Да (с Уэсли Стриком) | Нет      |
| 2011 | Пункт назначения 5    | Final Destination 5       | Нет      | Да                   | Нет      |
| 2011 | Нечто                 | The Thing                 | Нет      | Да                   | Нет      |
| 2013 | Считанные часы        | Hours                     | Да       | Да                   | Нет      |
| 2016 | И гаснет свет…        | Lights Out                | Нет      | Да                   | Да       |
| 2016 | Прибытие              | Arrival                   | Нет      | Да                   | Да       |
| 2018 | Закат цивилизации     | Extinction                | Нет      | Да                   | Нет      |
| 2020 | Бладшот               | Bloodshot                 | Нет      | Да                   | Нет      |
| 2021 | Тень и Кость          | Shadow and Bone           | Нет      | Да                   | Да       |